# RFL Championship 1983-84
El Championship de 1983-84 fue la 89.º edición del torneo de rugby league más importante de Inglaterra.

## Formato
Los equipos se enfrentaron en formato de todos contra todos en condición de local y de visitante, el equipo que terminó en la primera posición al finalizar el torneo se coronó campeón, mientras que los últimos cuatro equipos descendieron.
Se otorgaron 2 puntos por cada victoria, 1 por el empate y 0 por la derrota.

## Desarrollo

### Tabla de posiciones
| Pos. | Equipo               | Encuentros | Encuentros | Encuentros | Encuentros | Tantos | Tantos | Tantos | Puntos |
| Pos. | Equipo               | PJ         | PG         | PE         | PP         | F      | C      | Dif    | Puntos |
| ---- | -------------------- | ---------- | ---------- | ---------- | ---------- | ------ | ------ | ------ | ------ |
| 1    | Hull Kingston Rovers | 30         | 22         | 2          | 6          | 795    | 421    | +374   | 46     |
| 2    | Hull FC              | 30         | 22         | 1          | 7          | 831    | 401    | +430   | 45     |
| 3    | Warrington Wolves    | 30         | 19         | 2          | 9          | 622    | 528    | +94    | 40     |
| 4    | Castleford Tigers    | 30         | 18         | 3          | 9          | 686    | 438    | +248   | 39     |
| 5    | Widnes Vikings       | 30         | 19         | 1          | 10         | 656    | 457    | +199   | 39     |
| 6    | St Helens RFC        | 30         | 18         | 1          | 11         | 649    | 507    | +142   | 37     |
| 7    | Bradford Northern    | 30         | 17         | 2          | 11         | 519    | 379    | +140   | 36     |
| 8    | Leeds Rhinos         | 30         | 15         | 3          | 12         | 553    | 514    | +39    | 33     |
| 9    | Wigan Warriors       | 30         | 16         | 0          | 14         | 533    | 465    | +68    | 32     |
| 10   | Oldham RLFC          | 30         | 15         | 2          | 13         | 544    | 480    | +64    | 32     |
| 11   | Leigh Centurions     | 30         | 14         | 0          | 16         | 623    | 599    | +24    | 28     |
| 12   | Featherstone Rovers  | 30         | 11         | 2          | 17         | 464    | 562    | -98    | 24     |
| 13   | London Broncos       | 30         | 9          | 1          | 20         | 401    | 694    | -293   | 19     |
| 14   | Wakefield Trinity    | 30         | 7          | 0          | 23         | 415    | 780    | -365   | 14     |
| 15   | Salford Red Devils   | 30         | 5          | 0          | 25         | 352    | 787    | -435   | 10     |
| 16   | Whitehaven RLFC      | 30         | 3          | 0          | 27         | 325    | 956    | -631   | 6      |

|  | Campeón.                      |
|  | Desciende a segunda división. |

| Bandera de Inglaterra        |
| Campeón Hull Kingston Rovers |
| Cuarto título                |